# Rio Ghiurca
O Rio Ghiurca é um rio da Romênia, afluente do Buzău, localizado no distrito de Buzău.